# Rivière Chaudière
Rivière Chaudière är ett vattendrag i Kanada.   Det ligger i provinsen Québec, i den sydöstra delen av landet, 400 km öster om huvudstaden Ottawa.
I omgivningarna runt Rivière Chaudière växer i huvudsak blandskog. Runt Rivière Chaudière är det ganska tätbefolkat, med 192 invånare per kvadratkilometer.